# 화성 용주사 대웅전 후불탱화
화성 용주사 대웅보전 후불탱화(華城 龍珠寺 大雄殿 後佛幀畵)는 경기도 화성시 용주사에 있는 조선시대의 불화이다. 1972년 5월 4일 경기도의 유형문화재 제16호로 지정되었다.

## 개요
탱화란 불경에 관한 그림을 천이나 종이에 그림을 그려 액자나 족자 형태로 만드는 것으로, 일반적으로는 절 내의 대웅전에 모시는 본존의 뒷벽에 자리한다.
용주사 대웅보전 내의 불상 뒤에 있는 이 그림은 당시 연풍현감이던 단원 김홍도(1745∼?)가 그렸다고 하나, 그림의 하단에 기록이 적혀있지 않고 양식을 보아도 김홍도의 화풍과 차이가 있어 그의 작품으로 단정하기는 어렵다.
그림은 길이 3.2m, 폭 2.7m 크기의 화면을 위아래 2단으로 나누어 그렸다. 상단은 중앙에 현재불인 석가모니불을 모시고, 왼측에 과거불인 약사불, 오른쪽에 미래불인 아미타불을 그려 놓았다. 하단에는 10대 보살 및 가섭과 아난, 그리고 나한과 사천왕 등을 배치하였는데, 그림 안의 여러 상들이 모두 상단의 삼세불을 향하여 시선을 집중하고 있어 원형 구도를 이루고 있다.
삼세불의 법의와 석가의 광배에 홍색을 칠하고, 대좌에는 청색의 연꽃을 표현하여 청과 홍의 대비를 보인다. 인물들의 얼굴과 드러난 신체 부위는 갈색 빛이 감도는 살색으로 처리하였다. 필선은 다소 딱딱한 편이나 모든 인물의 얼굴과 손에 서양화의 음영법을 구사하였는데, 이런 독특한 음영법은 19세기 말부터 20세기 초에 걸쳐 나타나는 특징으로, 이 시기 경기지역에서 활동한 경기파들의 작품에 보이는 표현수법이기도 하다. 또한 영주사 대웅전에도 똑같은 수법으로 그린 칠성탱화가 안치되어 있다.
따라서 이 탱화는 김홍도가 그렸던 원래의 그림이 아니라, 조선 후기에 다른 화승이 김홍도의 그림을 본 떠 새로 제작한 것으로 추정된다.

## 참고 자료
- 화성 용주사 대웅보전 후불탱화 - 국가유산청 국가유산포털